# 加藤竜祥
加藤 竜祥（かとう りゅうしょう、1980年〈昭和55年〉2月10日 - ）は、日本の政治家。自由民主党所属の衆議院議員（2期）。自由民主党長崎県支部連合会会長。長崎県（雲仙市・島原市）で介護施設を運営する社会福祉法人瑞幸会の理事長でもある。

## 来歴
長崎県島原市出身。島原市立三会小学校、島原市立三会中学校、長崎県立国見高等学校を経て、日本大学経済学部経済学科を卒業後、セボンに入社。また、20代後半にはニューヨークに1年間留学した。帰国後の2010年より安倍晋三衆議院議員の私設秘書を務め、2012年から9年間は父・加藤寛治の私設秘書を務めた。
2021年8月末に加藤寛治が健康問題を理由に突如政界引退を表明すると、翌月に自由民主党は公募により長男の加藤竜祥を長崎2区に擁立すると決定。同年10月の第49回衆議院議員総選挙では出馬表明の遅れを挽回すべく父から引き継いだ後援会をフル稼働させる一方、世襲に向けられる世間の厳しい視線も意識し「親子」を前面に打ち出すことを控えた選挙戦を行い、立憲民主党の松平浩一を破り初当選した。
2023年9月13日、第2次岸田第2次改造内閣が発足。9月15日付で国土交通大臣政務官兼復興大臣政務官兼内閣府大臣政務官に就任。
2024年1月31日、裏金問題の責任を取って大臣政務官を辞任。
同年10月27日の第50回衆議院議員総選挙では、政治資金問題の影響で比例名簿非登載となるなど逆風の中、立憲民主党の山田勝彦らを破り再選した（山田は比例復活）。
2025年5月25日、自民党長崎県支部連合会長に就任。

## 所属団体・議員連盟
- 自民党たばこ議員連盟[18]
- 責任ある積極財政を推進する議員連盟[19]

## 選挙歴
| 当落 | 選挙                   | 執行日         | 選挙区      | 政党       | 得票数    | 得票率 | 定数 | 得票順位 /候補者数 | 政党内比例順位 /政党当選者数 |
| ---- | ---------------------- | -------------- | ----------- | ---------- | --------- | ------ | ---- | ------------------ | ---------------------------- |
| 当   | 第49回衆議院議員総選挙 | 2021年10月31日 | 長崎県第2区 | 自由民主党 | 7万8236票 | 58.21% | 1    | 1/2                | /                            |
| 当   | 第50回衆議院議員総選挙 | 2024年10月27日 | 長崎県第2区 | 自由民主党 | 9万6095票 | 46.34% | 1    | 1/4                | /                            |